# Bernard Walther
Bernard Walther (Memmingen, 1430 – Norimberga, 19 giugno 1504) è stato un mercante, umanista e astronomo tedesco.
Fu un personaggio di larghe vedute, dedito ai propri interessi scientifici. Quando Regiomontano arrivò a Norimberga, nel 1471, collaborarono insieme per costruire un osservatorio ed una pressa per la stampa. Dopo la morte di Regiomontano, avvenuta a Roma nel 1476, Walther acquistò i suoi strumenti e continuò a Norimberga l'osservazione dei pianeti fino alla fine della sua vita.
Nel 1484 Walther introdusse l'uso di orologi guidati da pesi, principalmente per le determinazioni degli eventi astronomici. Successivamente sottolineò l'importanza degli effetti della rifrazione sulla posizione apparente dei corpi celesti, ed utilizzò il pianeta Venere al posto della Luna per le osservazioni incrociate relative al Sole ed alle stelle. Come risultato le sue osservazioni furono le più precise fino ai tempi dell'astronomo danese Tycho Brahe (1546-1601).
Le osservazioni effettuate a Norimberga da Walther e Regiomontano furono pubblicate solamente nel 1544 dal suo discepolo Johannes Schöner. Niccolò Copernico ricevette i dati da Schöner prima della pubblicazione e li utilizzò per i suoi calcoli, attribuendoli erroneamente a quest'ultimo. Nel 1618, Willebrord Snell li riportò in appendice alle sue Observationes Hassiaceae.
Bernard Walther è anche l'eponimo del cratere Walther sulla Luna.